# Ernst Streng
Ernst Streng (Colonia, 25 de enero de 1942) es un deportista alemán que compitió para la RFA en ciclismo en la modalidad de pista, especialista en la prueba de persecución por equipos.
Participó en los Juegos Olímpicos de Tokio 1964, obteniendo una medalla de oro en la prueba de persecución por equipos (junto con Lothar Claesges, Karl-Heinz Henrichs y Karl Link).
Ganó dos medallas en el Campeonato Mundial de Ciclismo en Pista, oro en 1964 y plata en 1963.

## Medallero internacional
| Representando al Equipo Alemán Unificado |                   |                  |                             |
| Juegos Olímpicos                         |                   |                  |                             |
| Año                                      | Lugar             | Medalla          | Competición                 |
| 1964                                     | Tokio (Japón)     | Medalla de oro   | Persecución por equipos     |
| Representando a la RFA                   |                   |                  |                             |
| Campeonato Mundial                       |                   |                  |                             |
| Año                                      | Lugar             | Medalla          | Competición                 |
| 1963                                     | Rocourt (Bélgica) | Medalla de plata | Persecución por equipos (A) |
| 1964                                     | París (Francia)   | Medalla de oro   | Persecución por equipos (A) |